# Massif des Loups
Le massif des Loups (en russe : Волчьи Тундры, Voltchi Toundri, en same : Намбдес тундры) est une chaîne de montagnes qui s'étend dans l'oblast de Mourmansk, en Russie lapone. Longue de 25 kilomètres du sud (lac Vaïkis) au nord (lac Koutskol), son point culminant est le mont Ioukspor avec 955 mètres d'altitude. 